# WikiWikiWeb
WikiWikiWeb es la primera wiki, o sitio web editable por el usuario. Fue lanzado el 25 de marzo de 1995 por su inventor, el programador Ward Cunningham, para acompañar a la página Portland Pattern Repository, en el que se discutían patrones de diseño de software. El nombre WikiWikiWeb también se aplicaba originalmente al software wiki que operaba el sitio web, escrito en el lenguaje de programación Perl y posteriormente rebautizado como "WikiBase". Los usuarios suelen referirse al sitio simplemente como "Wiki", y una convención establecida entre los usuarios de la primera red de sitios wiki que le siguió fue que el uso de la palabra con W mayúscula se refería exclusivamente al sitio original.

## Historia
El software y el sitio web fueron desarrollados en 1994 por Cunningham para facilitar el intercambio de ideas entre programadores. El concepto se basaba en las ideas desarrolladas en las pilas de HyperCard que Cunningham construyó a finales de los años 80. El 25 de marzo de 1995, instaló el software en el sitio web de su empresa (Cunningham & Cunningham), c2.com. A Cunningham se le ocurrió el nombre de WikiWikiWeb porque le recordaba a un empleado del mostrador del Aeropuerto Internacional de Honolulu que le dijo que tomara el Wiki Wiki Shuttle, una línea de autobús que circula entre las terminales del aeropuerto. "Wiki Wiki" es una reduplicación de "wiki", palabra hawaiana que significa "rápido".
La idea de Cunningham era que las páginas de WikiWikiWeb fueran rápidamente editables por sus usuarios, por lo que inicialmente pensó en llamarla "QuickWeb", pero luego cambió de opinión y la bautizó como "WikiWikiWeb".
En abril de 2020, la portada de bienvenida de WikiWikiWeb, WelcomeVisitors, contenía la siguiente descripción en los dos primeros párrafos:

Bienvenido a WikiWikiWeb, también conocido como "Wiki". Mucha gente tuvo su primera experiencia wiki aquí. Esta comunidad existe desde 1995 y está formada por muchas personas. Siempre aceptamos a los recién llegados con contribuciones valiosas. Si no has usado un wiki antes, prepárate para un poco de CultureShock. La utilidad de los wikis radica en la libertad, la sencillez y el poder que ofrecen.

Este sitio se centra principalmente en los proyectos de personas y en los patrones de desarrollo de software. Sin embargo, es más que una historia informal de ideas de programación. Empezó ahí, pero el tema ha creado una cultura y una identidad dramática propias. Todo el contenido de la wiki es un trabajo en proceso. Sobre todo, ¡este es un foro donde la gente comparte ideas! Cambia a medida que la gente va y viene. Gran parte de la información aquí es subjetiva. Si buscas un sitio de referencia dedicado, prueba WikiPedia; ¡WikiIsNotWikipedia!

Los hipervínculos entre páginas en WikiWikiWeb se crean uniendo las palabras en mayúsculas, una técnica conocida como Camel case. Esta convención de formato de marcado de wikis sigue siendo seguida por algunos programas de wikis más recientes, mientras que otros, como el programa MediaWiki que hace funcionar la Wikipedia, permiten los enlaces sin mayúsculas.
En diciembre de 2014, la WikiWikiWeb se encontró bajo el ataque de vándalos y se puso en estado de solo lectura. El 1 de febrero de 2015 Cunningham anunció que la wiki había sido reescrita como una aplicación de una sola página y migrada a la nueva Smallest Federated Wiki.